# Classe Maréchal Nedeline

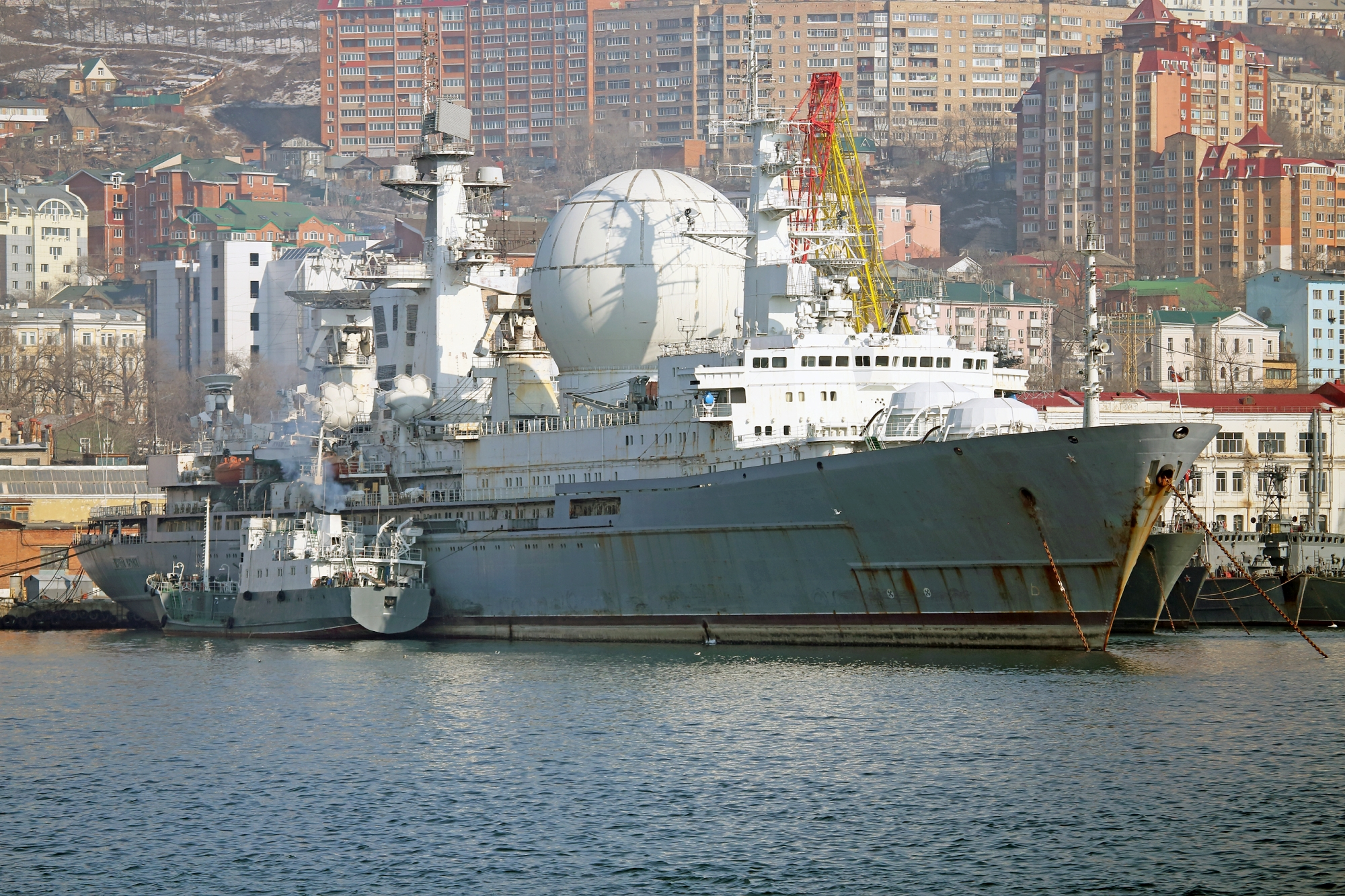
Le Maréchal Krylov.

La Classe Maréchal Nedeline est une classe de bâtiment d'essais et de mesures russe.

## Description
L'autre bateau de sa classe est le Maréchal Krylov, retiré du service.